# Brautlach (Fluss)
Die Brautlach ist der größte rechte Zufluss der Sandrach bei Niederstimm (Markt Manching) im Landkreis Pfaffenhofen an der Ilm in Bayern. Sie ist 21,4 Kilometer lang und ihr Einzugsgebiet umfasst über die Hälfte desjenigen der Sandrach.

## Geschichte
Die Brautlach war ursprünglich ein direkter Nebenarm der Donau, bevor der nördliche der drei Donauarme ab 1363 zu Hauptarm ausgebaut und die Sandrach ihre Rolle als Hauptarm der Donau verlor.

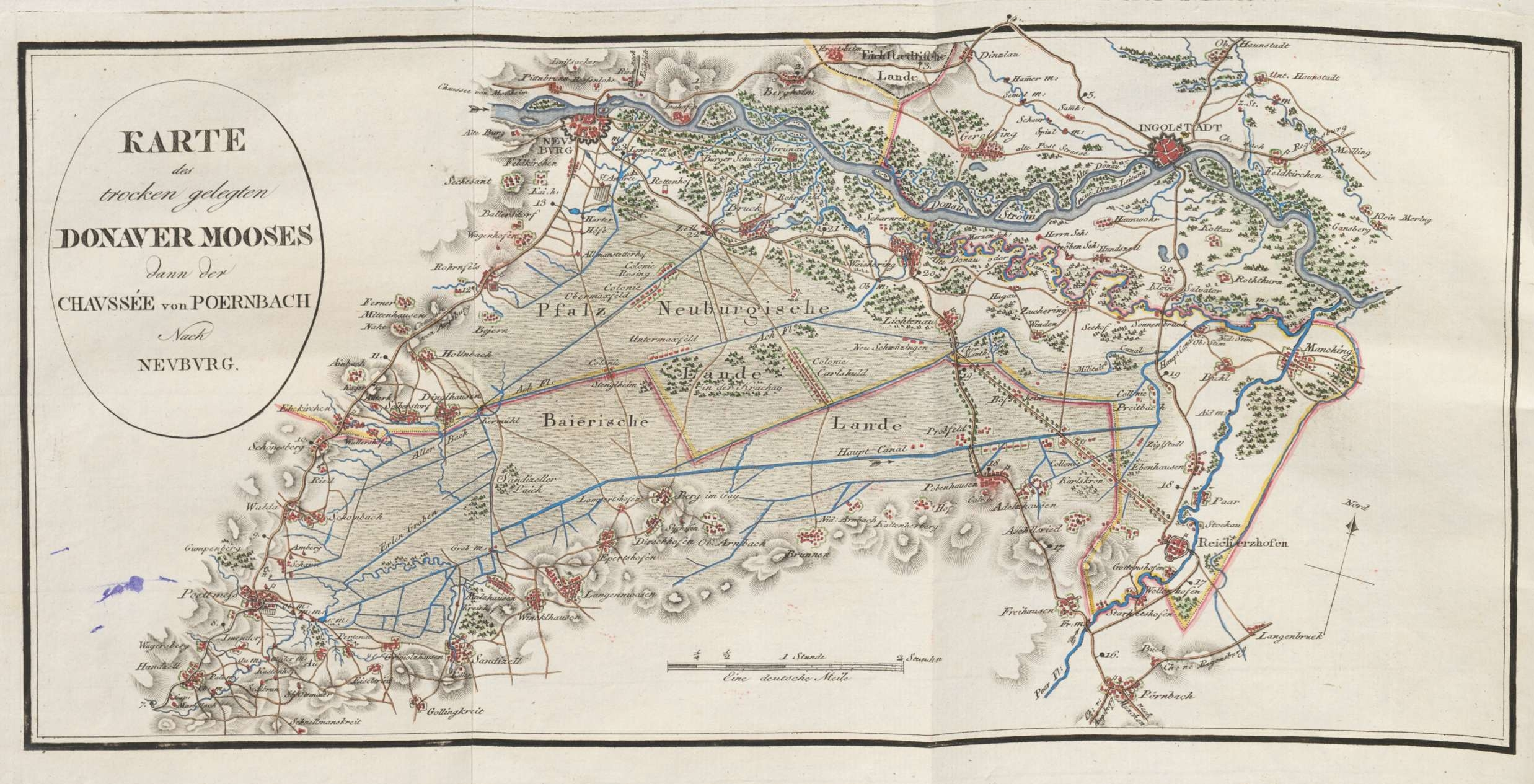
Karte von Adrian von Riedl (1804–1805)
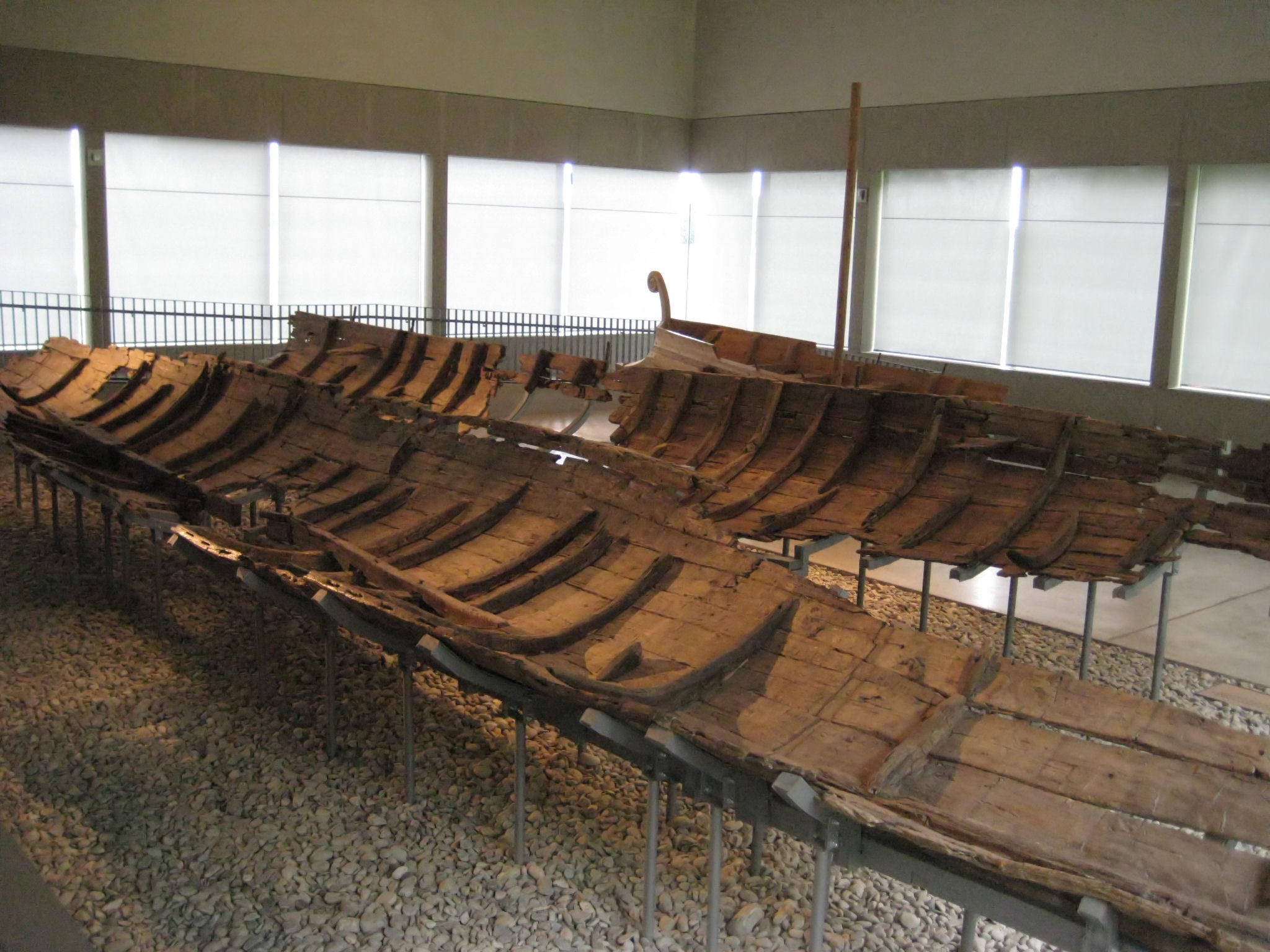
Römerboote im Keltisch-Römischen Museum Manching

Am ehemaligen Ufer der Brautlach wurden 1986 in Oberstimm zwei Römerschiffe gefunden, die seit 2005 im Kelten-Römer-Museum in Manching ausgestellt sind.

## Verlauf
Das Quellgebiet der Brautlach war ursprünglich am natürlichen Überlauf des Sumpflandes im Osten des Donaumooses bei Oberstimm. Das Wasser der heutigen Brautlach kommt jedoch aus den im 18. Jahrhundert angelegten Entwässerungskanälen des Donaumooses. Der Hauptkanal beginnt nördlich von Berg im Gau und fließt beim Ort Brautlach mit mehreren kleinen Mooskanälen zusammen. Der nun als Brautlach bezeichnete Fluss vereinigt sich bei Oberstimm mit dem Militärkanal und fließt nördlich von Niederstimm in die Sandrach, die schließlich nördlich von Manching in die Paar mündet.